# Tachytrechus brittoni
Tachytrechus brittoni är en tvåvingeart som beskrevs av Grichanov 1998. Tachytrechus brittoni ingår i släktet Tachytrechus och familjen styltflugor. Inga underarter finns listade i Catalogue of Life.